# Князівське право

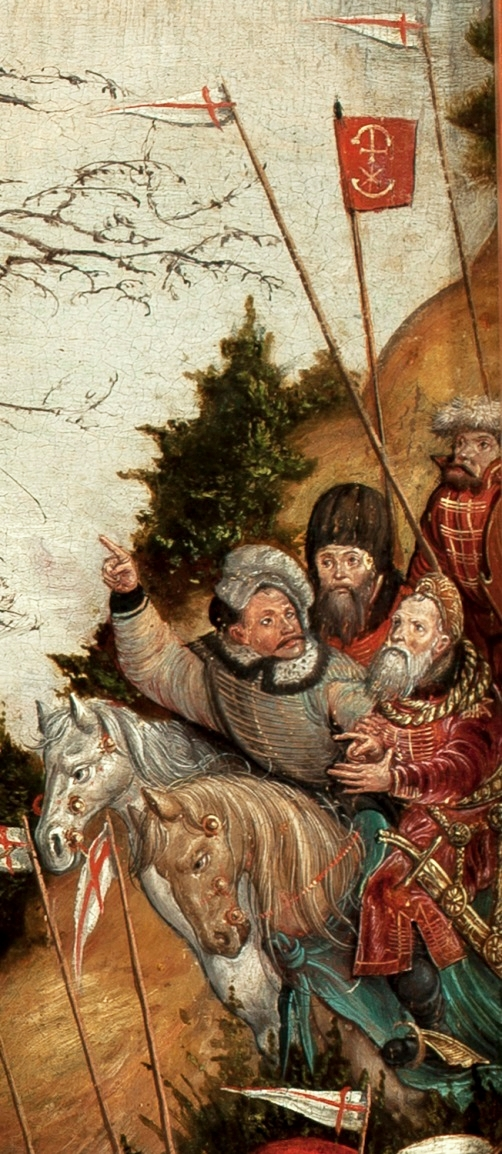
Костянтин Острозький під хоругвою з власним гербом. Фраґмент картини «Битва під Оршею», 1524

Князівське право (лат. jus ducale) — неписане право поширене на Волині в 14-17 століттях, за яким князі, після складення присяги на вірність великому князеві і взявши на себе зобов'язання допомагати йому збройно під час війни, у решті питань не підлягали місцевій адміністрації.
Суверенність князівського землеволодіння відносилася до засадничих елементів княжого права. На території отчини князь міг (за Наталею Яковенко):
|  | а) оголошувати устави, тобто власні розпорядження, надавати жалувані грамоти своїм підданим на землеволодіння під окресленими умовами служби, встановлювати незалежні від держави податки, повинності, пільги тощо; б) чинити суд над підданими, аж до смертної кари. |

Зокрема в першій половині 16 століття повним княжим правом користувалися такі князівщини Волині:
- Острозьке князівство
- Заславське князівство
- Вишневецьке князівство,
- Колоденська волость
- Збаразьке князівство
- Ратненське князівство
- Ковельське князівство
- Каширське князівство
- Чорторийське князівство
- Корецьке князівство
- Четвертинське князівство
- Сокольщина
- Вишківщина

Також князівським правом передбачалося право князів виводили власні збройні загони (почти) під родовим гербом, а не скажімо під стягом землі (в даному випадку Волині).
До почесних привілеїв «головних княжат» також належали права на персональні листи-повідомлення від імені великого князя про початок воєнних дій, на персональні листи-повідомлення про скликання сеймів, на використання для печаток на листах червоного, тобто королівського, воску.